# ادوارد تارلتسکی
ادوارد تارلتسکی (انگلیسی: Edward Tarletski؛ زادهٔ ۵ فوریهٔ ۱۹۶۹) مجری، موسیقی‌دان، روزنامه‌نگار اهل اوکراین است.

## زندگی در اوکراین
تارلتسکی که در بلاروس تحت تعقیب سیاسی بود، در سال ۲۰۰۸ به اوکراین نقل مکان کرد، زمانی که او نقش «دیوا» را در فیلم کالت روسی خیمه‌شب‌بازی بازی کرد که برنده جایزه XXXIII شد. جشنواره فیلم مسکو پس از آن، ادوارد تارلتسکی را به عنوان یک سرگرم‌کننده شناخت و بعداً، او مسابقه معروف ملکه اوکراینی «دوشیزه دیوا» را در سال ۲۰۱۳ پایه‌گذاری کرد. در فوریه ۲۰۱۴، ادوارد تارلتسکی در نقش مادام ژو ژو در برنامه تلویزیونی «زوانا وچریا» (نسخه اوکراینی قوانین آشپزخانه من) شرکت کرد. او در سال ۲۰۱۵ درخواست پناهندگی سیاسی در اوکراین کرد، اما درخواست او رد شد. در سال ۲۰۱۸ به سوئد نقل مکان کرد.

## زندگی در سوئد
از سال ۲۰۱۸ تارلتسکی در استکهلم، سوئد زندگی می‌کند، وی در جنبش اعتراضی علیه دولت الکساندر لوکاشنکو شرکت کرد.